# Tour de Condroz
El Tour de Condroz es una antigua carrera ciclista disputada de 1962 a 1978 en Nandrin, en la Provincia de Lieja en Bélgica. Se han disputado diecisiete ediciones.

## Palmarés
| Año  | Vencedor                | Segundo                | Tercero             |
| 1962 | Victor Van Schil        | Constant De Keyser     | Andre Bar           |
| 1963 | Martin Van Geneugden    | Rene Vanderveken       | Ludo Janssens       |
| 1964 | Michael Wright          | Martin Van Den Bossche | Marcel Janssens     |
| 1965 | Huub Harings            | Albert Lacroix         | Victor Van Schil    |
| 1966 | Pierre Vreys            | Roger Blockx           | Joseph Spruyt       |
| 1967 | Eddy Merckx             | Wim Schepers           | Willy In 't Ven     |
| 1968 | Jos Huysmans            | Willy In 't Ven        | Michel Jacquemin    |
| 1969 | Michael Wright          | Winfried Bölke         | Edward Janssens     |
| 1970 | Victor Van Schil        | Joseph Bruyère         | Emiel Cambre        |
| 1971 | Guy Santy               | Francis Campaner       | André Doyen         |
| 1972 | Victor Van Schil        | Herman Beysens         | Herman Van Springel |
| 1973 | Freddy Maertens         | Marc Sohet             | Willy In 't Ven     |
| 1974 | Frans Verbeeck          | Ludo Van Staeyen       | Englebert Opdebeeck |
| 1975 | Christian De Buysschere | Jacques Martin         | Frans Van Looy      |
| 1976 | Jos Jacobs              | Michel Pollentier      | Walter Godefroot    |
| 1977 | Eddy Merckx             | André Dierickx         | Joseph Bruyère      |
| 1978 | Joseph Bruyère          | André Delcroix         | Willy In 't Ven     |